# گاردنا (کالیفرنیا)
گاردنا (به انگلیسی: Gardena) شهری در شهرستان لس‌آنجلس، کالیفرنیا ایالت کالیفرنیا است که در سرشماری سال ۲۰۱۰ میلادی، ۵۸۸۲۹ نفر جمعیت داشته است.